# Muzeul de Jucării și Automate

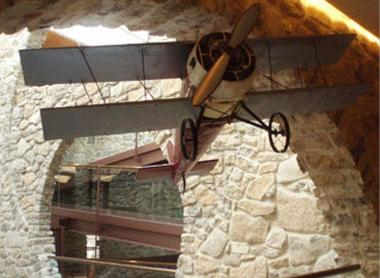

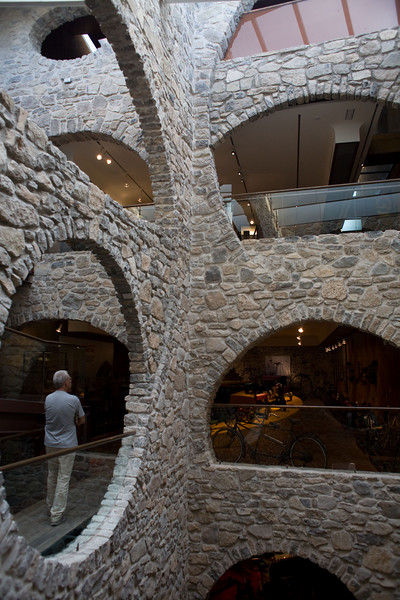

Muzeul de Jucării și Automate din Verdú expune o colecție de mai mult de o mie de obiecte și este amplasat într-un edificiu cu o architectură impozantă și spectaculoasă, care îl transformă într-unul din muzeele cele mai remarcate la nivel mondial pe această temă. 
A fost înființat în anul 2004, fruct al inițiativei private și a colecției lui Manel Mayoral. Edificiul care îl adăpostește este o veche casă strămoșească situată la nr. 23 din Plaza Mayor. Ocupă un spațiu de trei etaje, cu o suprafață mai mare de 2.000 m². Colecția este formată din atracții de bilciuri, biciclete, futboline, jucării de tablă, mașinuțe cu pedale, automate, marionete, jocuri, trotinete, afișe, etc.
De la inaugurarea sa, Muzeul a organizat expoziții temporare dedicate companiilor de teatru ca: Comediants, Tricicle, La Cubana, fotbalului și a expus de asemenea șase piese de ceramică ale artistului Miquel Barceló. În același timp, muzeul oferă spre închiriere douăzeci de săli în care orice tip de entitate culturală sau centru de recreere poate organiza expoziții temporare.
Muzeul organizează vizite ghidate, inclusiv prin Verdú, dispune de ateliere didactice pentru grupuri de elevi de toate vârstele, închiriază echipamentul său pentru realizarea de reportaje fotografice și anunțuri de televiziune. De asemenea, dispune de un magazin de jucării și de produse agroalimentare tradiționale ale regiunii.
De la inaugurarea sa, Muzeul a devenit o importantă destinație culturală și turistică.